# Siège de Fort Wayne
Guerre anglo-américaine de 1812
Le siège de Fort Wayne est un épisode de la guerre anglo-américaine de 1812 qui eut lieu du 5 au 12 septembre 1812 dans le territoire de l'Indiana, près de la ville actuelle de Fort Wayne.
Le siège débute le 5 septembre lorsque des guerriers miamis et potéouatamis attaquent le fort Wayne commandé par le capitaine James Rhea, tuant deux hommes de la garnison. Au cours des jours suivants, les Amérindiens renouvellent sporadiquement leurs attaques jusqu'à l'arrivée de renforts conduits par le major général William Henry Harrison qui disperse les Amérindiens et met fin au siège.